# Thestias
Thestias (Polluks b, Beta Geminorum b) – planeta pozasłoneczna typu gazowy olbrzym, znajdująca się w odległości około 34 lat świetlnych od Ziemi w gwiazdozbiorze Bliźniąt. Planeta ta została odkryta w 2006. Ma masę większą od gazowych olbrzymów z naszego Układu Słonecznego. Znajduje się 1,64 au od macierzystej gwiazdy Polluks i krąży po niemal kołowej orbicie. Rok na planecie trwa 1,61 lat ziemskich. Jej istnienie zostało pierwotnie przewidziane w 1993, ale odkrycie podano do wiadomości dopiero 16 czerwca 2006.

## Nazwa
Nazwa własna planety, Thestias, została wyłoniona w 2015 roku w publicznym konkursie. Jest to patronimik Ledy i Altei, postaci z mitologii greckiej, córek Testiosa. Leda była matką Kastora i Polluksa; imię drugiego z bliźniaków nosi gwiazda okrążana przez planetę. Nazwę planety zaproponowała organizacja TheSkyNet z Australii.